# Паче, Микела
Мике́ла Па́че (мальт. Michela Páce; род. 25 января 2001, Гоцо, Мальта) — мальтийская певица, которая выиграла первый сезон мальтийской версии шоу «Х-фактор» в 2019 году. В качестве приза за свою победу она представила Мальту на «Евровидении-2019», а также заключила контракт с Sony Music Entertainment.